# Mauboussin
Pour le constructeur aéronautique (disparu), voir Avions Mauboussin.
 (septembre 2022).
Mauboussin est un joaillier français, dont la première affaire a été fondée en 1827 à Paris. La maison de joaillerie prend son nom définitif sous la direction de Georges Mauboussin en 1898.

## Historique
En 1827, un certain Rocher ouvre un atelier de joaillerie à Paris, rue Greneta. Son successeur, Jean-Baptiste Noury, prend la direction de l'atelier et le nomme Maison Noury. Elle participe à l'Exposition universelle de Paris de 1878 et obtient la médaille de bronze.
Jean-Baptiste Noury embauche son neveu Georges Mauboussin en tant qu'apprenti, lequel reprend la direction des ateliers en 1883. Georges Mauboussin donne son nom à la maison de joaillerie en 1922 : elle devient alors Mauboussin, successeur de Noury. Pour ne pas perdre sa réputation de maison connue pour la qualité de ses pierres, la maison conserve la filiation Noury dans son nom.
Georges Mauboussin, devenu propriétaire de la maison, décide d'installer la joaillerie rue Choiseul afin de se rapprocher des centres d'affaires et commerces. Il choisit un immeuble qui réunit en un seul endroit les ateliers et les salons de ventes et d'expositions dont il a besoin. Ceci lui permet de tenir des expositions de diamants, rubis et émeraudes. La première exposition tenue dans les salons de la rue Choiseul, en 1928, présente 235 pièces de joaillerie, dont la pièce maîtresse est l'émeraude de 24 carats de Joséphine offerte par Bonaparte.
Grâce à ces expositions internationales, Georges Mauboussin est nommé chevalier de la Légion d'Honneur.
À la suite de l'exposition autour du rubis de Mauboussin, Maurice Dauzalle le qualifie d' "intelligence en mouvement" dans L'Illustration en 1930. La maison parisienne est citée dans des magazines de mode tels que Vogue, Vanity Fair et Harper's Bazaar.
La maison Mauboussin reste longtemps une affaire de famille. Après son fils Pierre Mauboussin, Marcel Goulet, neveu de Jean-Baptiste Noury, rejoint la maison et reprend l'affaire en 1934.
À la suite de l’exposition de New York, Pierre Mauboussin ouvre « Mauboussin Inc. » et ses salons au 330 Park Avenue.
De 1928 à 1933, la maison participe à l’exposition des Arts décoratifs au Grand Palais.
Les difficultés engendrées par la crise de 1929 obligent la maison à fermer ses salons « Mauboussin Inc. » de New York, et les succursales d’Amérique du Sud et de Londres. Mauboussin fait alors face à cette période, notamment grâce aux commandes princières.
En 1934, Marcel Goulet, cousin de Pierre Mauboussin reprend l’affaire accompagné de son fils, qui prend la place de directeur en 1943. La société Mauboussin devient une SARL en 1949.
À la suite de la création du comité Vendôme dont le but est de regrouper les entreprises de prestige et de luxe français, Jean Goulet contribue, dans le même objectif, à la création de la « Haute Joaillerie de France » visant à promouvoir la création et la qualité française à l’étranger. La maison Mauboussin fait également partie du comité Colbert fondé en 1954.
Mauboussin ouvre en 1955 sa boutique place Vendôme, à Paris. La place étant considérée comme le centre de la joaillerie parisienne, il y installe ainsi de nouveaux salons. En parallèle, la maison ouvre des succursales à Cannes, Vichy et Saint-Jean-de-Luz.
En 1972, Alain Goulet-Mauboussin, fils de Jean Goulet, fait son arrivée dans la maison. À la suite de cela, Mauboussin s’ouvre sur l’Asie. Patrick Goulet-Mauboussin entre dans la société trois ans plus tard et rejoint la direction aux côtés de son frère Alain.
En 1998, Mauboussin perd l'un de ses principaux clients, le prince Jefri du sultanat de Brunei, dont les commandes représentaient près de 80 % du chiffre d'affaires de la maison.
En 2002, Dominique Frémont, financier suisse, prend le contrôle de la maison familiale en rachetant 70 % du capital. Il en devient l'unique propriétaire en 2005. Dominique Frémont confie à partir de 2002 la direction de la maison à Alain Némarq, qui mène une stratégie de démocratisation. À la direction artistique, Sophie Misrahi succède à Patrick Goulet-Mauboussin.
Pour redresser la marque,  la production de certaines pièces, notamment des bagues de fiançailles,  est délocalisée en Asie[Où ?], réduisant les coûts, sans diminuer les marges. Les prix sont dorénavant affichés sur les publicités, ce que ne faisait jusqu'alors aucun joailler de luxe. De 2003 à 2006, le chiffre d'affaires double, passant de 12,5 à 25 millions d'euros.
En 2015, Mauboussin quitte la place Vendôme pour la rue de la Paix toute proche.
En juillet 2019, le groupe Galeries Lafayette signe un accord afin d'obtenir une participation majoritaire dans Mauboussin en partenariat avec Alain Némarq (alors PDG) et soutenu par le fonds suisse Mirabaud Asset Management.

## Fabrication
En 2013, 20 % de la fabrication de Mauboussin est française ou européenne. En 2016, 85 % des bijoux sont de fabrication européenne, dont 45 % de fabrication française. Certaines bagues de ses collections sont réalisées par l'actrice Marine Delterme.

## Établissements
En juillet 2022, la société annonce avoir près de 86 établissements (points de vente, bureaux et entrepôts) dont une vingtaine hors de la France,.
En août 2022, elle ouvre son premier point de vente sur l'Ile de la Réunion.

## Au cinéma
En 1970, la bijouterie apparaît dans le film de Jean-Pierre Melville intitulé Le Cercle rouge.

## Sponsoring et partenariat
Mauboussin est partenaire du club de football de Lille, le LOSC, depuis 2020.